# Pandero cuadrado asturiano
El pandero cuadrado es un instrumento musical, de tipo membranófono percutido. Consta de un bastidor cuadrado de madera sobre el cual se atan cuerdas transversales de tripa a modo de bordonera, cubriendo todo el conjunto con piel tensa. En el interior suelen dejarse (no siempre) unas pocas piedras romas, o garbanzos o semillas, que chocan entre sí y con la madera del bastidor al golpear el instrumento. Se toca con los dedos, las manos o los puños y en ocasiones, como en Peñaparda (Salamanca), con una porra y la mano al mismo tiempo. Es común sobre todo de la cornisa cantábrica, Asturias, Galicia, León, en zonas de Cataluña y en Portugal. A veces, se denomina pandera.
- Datos: Q13408004
- Multimedia: Adufe / Q13408004